# Caesiumpertechnetat
Caesiumpertechnetat, CsTcO4, ist eine chemische Verbindung des Caesiums aus der Gruppe der Pertechnetate.

## Gewinnung und Darstellung
Caesiumpertechnetat kann durch die Reaktion von Caesiumcarbonat und Ammoniumpertechnetat hergestellt werden.
{\displaystyle {\ce {Cs2CO3 + 2 NH4TcO4 -> 2 CsTcO4 + (NH4)2CO3}}}

## Eigenschaften
Die Kristallstruktur von Caesiumpertechnetat besitzt die Raumgruppe Pnma (Raumgruppen-Nr. 62). Die Gitterparameter sind a = 572,6 pm, b = 592,2 pm und c = 1436 pm. Der Abstand der Tc–O-Bindung beträgt 164,0 pm und der Winkel der O–Tc–O-Bindung bei 112,9°.